# Österreichisches Vertretungsbüro Ramallah
Das Österreichische Vertretungsbüro Ramallah ist Österreichs Auslandsvertretung in den Palästinensischen Autonomiegebieten.

## Geschichte
Österreich hat eine traditionell intensive Beziehung zu den palästinensischen Gebieten. Bruno Kreisky, langjähriger Bundeskanzler, war ab 1974 Delegationsleiter der Sozialistischen Internationalen im Nahen Osten, und traf dort Jassir Arafat, Führer der Palästinensischen Befreiungsorganisation, die in der Zeit gerade begann, sich von einer Terrororganisation im israelisch-palästinensischen Konflikt in eine staatspolitische Bewegung zu wandeln. In dem Jahr erhielt die PLO Beobachterstatus bei der UNO. Zuständig war die Botschaft Tunis in Tunesien.
1977 wurde auf Einladung der Regierung Kreisky – als erste in einem westeuropäisches Land – eine offizielle Vertretung der PLO in Wien eröffnet (heute Vertretung von Palästina in Österreich). 1980 erkannte Österreich unter Kreisky – als erstes Land weltweit – die PLO als legitime politische Vertretung der Palästinenser an, zur Förderung des Nahost-Friedensprozesses durch Dialog im Geist der Neutralität Österreichs. Das wurde seinerzeit international auch scharf kritisiert, war aber letztendlich ein bedeutender Schritt in Richtung der Anerkennung als Völkerrechtssubjekt und den Oslo-Friedensprozess.
Österreich hielt die Beziehungen auch bei Gründung der Palästinensischen Autonomiebehörde (Palestinian Authority PA oder Palästinensische Nationalbehörde PNA) bei, die die PLO 1994 als anerkannte Vertretung ersetzte.
1998 errichtete die Republik Österreich dann unter Bundeskanzler Klima „in Hinblick auf die Staatswerdung Palästinas“. eine offizielle Vertretung in Ramallah in Westjordanland, als Standort der österreichischen Entwicklungszusammenarbeit (OEZA).
Bis heute sind die palästinensischen Gebiete eine Schwerpunktregion der österreichischen Entwicklungszusammenarbeit. Dabei verfolgt Österreich weiterhin das Ziel der Zwei-Staaten-Lösung, in Übereinstimmung mit der aktuellen Auffassung der internationalen Gemeinschaft und der Road Map (PEGASE, 2008) und der EU Action Strategy (2013).

## Organisation
Das Büro der Austrian Development Agency untersteht dem Außenministerium (dzt. BMEIA). Es ist im VIP Center (Al-Kawthar Street) in Al-Bireh in Ramallah im Westjordanland angesiedelt.
Büroleiterin ist Astrid Wein (Stand 2019).

## Agenden
Die OEZA unterstützt die palästinensische Autonomiebehörde „beim Aufbau effizienter, demokratisch legitimierter und kontrollierter Institutionen eines zukünftigen zusammenhängenden, souveränen, demokratischen Staates“
Eines der wichtigeren Anliegen ist die Instandhaltung der Wasserversorgung, zusammen mit dem Entwicklungsprogramm UNDP: Dieses ist im Palästinakonflikt eines der humanitären Hauptprobleme.
Enge Zusammenarbeit besteht auch mit dem UNO-Hilfswerk für Palästina-Flüchtlinge (UNRWA, Ständige Vertretung Österreichs an der Botschaft Amman). Österreich unterstützt das Gesundheitsprogramm der UNRWA seit 2011 finanziell. So wurde zusammen mit dem palästinensischen Gesundheitsministerium in Ramallah das erste medizinische Zentrum für Zivilisationskrankheiten und Gesundheitsvorsorge aufgebaut, und ein System der Familienärzte (Hausärzte) mitaufgebaut.
Das Büro fungiert auch als diplomatisches Liaison-Büro, Österreich hat – aufgrund der vorerst abwartenden Haltung der EU bezüglich der Verkündung eines Staates Palästina – keinen Botschafter bei der Palästinensischen Autonomiebehörde akkreditiert.